# 第33屆金鐘獎
第33屆金鐘獎是1998年台灣廣播業界的年度盛事之一，表揚1998年度傑出的台灣廣播之藝人。

## 節目獎
下列之標記為該獎項得獎者。

## 外部連結
- 87年廣播金鐘獎得獎名單【節目獎 / 廣告獎】 （页面存档备份，存于）.文化部影視及流行音樂產業局.1998-04-01
- 87年廣播金鐘獎得獎名單【個人技術獎 / 其他獎】 （页面存档备份，存于）.文化部影視及流行音樂產業局.1998-04-01